# بيرغر بيرغيرسن
بيرغر بيرغيرسن هو صحفي ودبلوماسي وبروفيسور وعالم حيوانات وسياسي نرويجي، ولد في 25 يوليو 1891 في كفافيورد في النرويج، وتوفي في 14 يوليو 1977 في أوسلو في النرويج. نشط حزبياً في حزب العمال. وقد انتخب Minister of Education and Church Affairs ‏ (9 ديسمبر 1953 – 23 أبريل 1960).